# Kinect Sports Rivals
Kinect Sports Rivals é um jogo esportivo desenvolvido pela Rare e publicado pela Microsoft Studios para o Xbox One. É o terceiro jogo da série Kinect Sports e utiliza a câmera com sensor de movimento Kinect do console. O jogo foi anunciado durante o evento de imprensa da Microsoft na E3 2013 e foi lançado em 2014.

## Jogabilidade
O jogo apresenta esportes como:
- Boliche
- Corrida de Jetski
- Escalada
- Futebol
- Tiro ao Alvo
- Tênis[1]

## Desenvolvimento
O tamanho da equipe do Kinect Sports Rivals era de 150. Originalmente concebido como um título de lançamento do Xbox One, o jogo foi adiado de novembro de 2013 para abril de 2014. O ex-designer gráfico Gavin Price comentou sobre o desenvolvimento do jogo em 2015: "Durante o desenvolvimento de Rivals, o Kinect caiu repentinamente. Acho que em parte foi porque perdemos a data de lançamento - não acho que isso aconteceu  algum favor, mas conseguimos lançar uma demonstração de jetski para o lançamento do Xbox One e também tivemos nosso sistema de criação de Avatar baseado em nuvem com reconhecimento facial!."

## Recepção
O jogo recebeu críticas "mistas" de acordo com o site de agregação de críticas Metacritic. No Japão, onde o jogo foi portado para lançamento em 4 de setembro de 2014, Famitsu deu uma pontuação de todos os quatro setes para um total de 28 de 40.
National Post deu ao jogo 6,5 de 10, dizendo: "Kinect Sports Rivals não é exatamente a revolução nos jogos esportivos controlados por movimento que esperávamos." Digital Spy deu três estrelas em cinco, dizendo: "É um pacote que rivaliza com os melhores jogos de festa em termos de volume, então, no final das contas, quando o apito soar e a ação começar, há muita diversão para se divertir com Kinect Sports Rivals." Metro da mesma forma, deu 6/10, dizendo: "O Kinect ainda é uma solução em busca de um problema e, embora esta seja uma demonstração tecnológica impressionante, é uma experiência de videogame bastante desinteressante." Common Sense Media deu três estrelas de cinco, dizendo: "A menos que você seja um grande fã do Kinect Sports e tenha alguma renda disponível, deixe este jogo para as caixas de pechinchas."Edge deu cinco em dez, dizendo: "O maior problema dos rivais é que suas chances de sucesso estão inexoravelmente ligadas ao desempenho do dispositivo em torno do qual foi projetado." EGMNow deu quatro de dez, dizendo: "Em vez de argumentar por que você precisa de um Kinect, Kinect Sports Rivals mostra que o periférico - e a maioria dos jogos que giram em torno dele - ainda tem um longo caminho a percorrer."
O jogo entrou nas paradas de vendas de todos os formatos do Reino Unido em 14º lugar e uma fonte posteriormente indicou ao Eurogamer que Rare sofreu uma perda significativa no projeto.

## Ligações Externas
- Kinect Sports Rivals na Rare no Wayback Machine (arquivado em 2014-06-25)
- «Kinect Sports Rivals» no MobyGames